# Aunslev Sogn
Aunslev Sogn er et sogn i Kerteminde-Nyborg Provsti (Fyens Stift).
I 1800-tallet var Bovense Sogn anneks til Aunslev Sogn. Begge sogne hørte til Vindinge Herred i Svendborg Amt. Aunslev-Bovense sognekommune blev ved kommunalreformen i 1970 indlemmet i Nyborg Kommune.
I Aunslev Sogn ligger Aunslev Kirke.
I sognet findes følgende autoriserede stednavne:
- Aunslev (bebyggelse, ejerlav)
- Aunslev Nederby (bebyggelse)
- Aunslev Overby (bebyggelse)
- Bondemose (bebyggelse)
- Drejet (bebyggelse)
- Glambæk (bebyggelse)
- Hornskrog (bebyggelse)
- Juelsberg (ejerlav, landbrugsejendom)
- Kinnemose (bebyggelse)
- Korkendrup (bebyggelse, ejerlav)
- Lystighed (bebyggelse)
- Nordenhuse (bebyggelse, ejerlav)
- Pilevad (bebyggelse)
- Polen (bebyggelse)
- Regstrup (bebyggelse, ejerlav)
- Skalkenbjerg (areal)
- Skalkendrup (bebyggelse, ejerlav)
- Skrøbeshave (bebyggelse)
- Åløkke (bebyggelse)
- Åskov (bebyggelse)